# REL (finanziaria pubblica)
Ristrutturazione Elettronica S.p.A. (in acronimo REL) era una finanziaria pubblica costituita nel 1982 dal Ministero dell'Industria, che ne possedeva il 95% del capitale, e il rimanente 5% era in possesso dell'IRI. Il compito istituzionale della REL era quello di entrare nel capitale delle aziende private italiane dell'elettronica di consumo in crisi, in modo da permetterne la ristrutturazione e il risanamento.

## Storia
Ristrutturazione Elettronica nasce con Legge 807/81 per il riordinamento di comparti nell'ambito del settore dell'elettronica dei beni di consumo e della componentistica elettronica connessa, promuovendo il coordinamento di imprese e unità produttive secondo un indirizzo industriale unitario. In poche parole, la sua missione era costruire un polo italiano dell'elettronica di consumo (qualche decina di aziende per un totale di 4.000 dipendenti e 700 miliardi di lire di fatturato).
La REL diventa operativa però due anni dopo, nel 1984, a causa dei ritardi del ministero e perché il parere favorevole della Commissione europea alla sua entrata in funzione arrivò molto tempo dopo la richiesta. 
La dotazione finanziaria iniziale era di 220 miliardi di lire e le modalità di intervento previste erano: 
- partecipazione di minoranza nel capitale della società dissestata
- finanziamento a tempo super-agevolato (2-3 per cento) il cui capitale è rimborsato a partire dal quinto anno a un tasso del 7-12 per cento

La finanziaria pubblica, secondo la legge, doveva operare soltanto nel periodo necessario al risanamento, che era fissato in cinque anni, al termine del quale le sue partecipazioni dovevano tornare ai privati e i suoi finanziamenti dovevano essere recuperati. 
Erano 29 le aziende interessate dall'ingresso della REL nel proprio capitale e tra queste vi erano Autovox, Brionvega, Formenti, Musicalnastro, Sèleco, Videocolor e Voxson.
Dalla sua entrata in funzione al 1992, REL ha erogato 474,1 miliardi di lire, e inoltre, la società si era anche addossata anche il carico di circa 12.500 lavoratori delle aziende in crisi in cassa integrazione.
Ma sono state poche le aziende che si sono riprese: Formenti, Sèleco e Videocolor, mentre gran parte delle altre aziende interessate, in prima l'Autovox che ha ricevuto i maggiori finanziamenti, hanno dovuto chiudere, benché complessivamente abbiano ricevuto aiuti per 130 miliardi di lire.
Tra l'altro dalla REL, erano nate anche alcune società come Imperial, Vidital e Hantarel, insieme a soci privati.
La REL, che controllava ancora diverse società, viene liquidata definitivamente nel 1992, e i fondi venivano destinati alla ricapitalizzazione di un'altra azienda in crisi, ma nel settore della microelettronica, la SGS Thomson (vedi SIR - Società Italiana Resine).
REL ha concesso sovvenzioni per 323,1 miliardi di lire, acquistato imprese spendendone 151 (un totale di 474,1 miliardi), partecipato 32 imprese, di cui 19 operative ancora nel 1992 (anno in cui si apre la procedura di liquidazione di REL) e 13 chiuse o verso la chiusura.